# 计算机硬件
電腦硬體（英語：computer hardware）常简称为硬體，是电子计算机的物理裝置。系统软件儲存在硬體內，包含韌體（如BIOS）以及操作系统，系統軟體使应用程序可以提供使用者所需的功能。作業系統通常藉由总线與裝置溝通，這就需要驱动程序。
计算机硬件包括计算机的物理，有形部件或组件，例如机柜、中央处理器、监视器、键盘、数据存储器、图形卡、声卡、揚聲器和主板。相比之下，软件是可以由硬件存储和运行的指令。硬件被认为是因为它在变化或修改方面“硬”或严格，而软件是“软”的，因为它很容易更新或更改。软件和硬件之间的中间是“固件”，它是与计算机系统的特定硬件强耦合的软件，因此最难以改变，但在界面的一致性方面也是最稳定的。计算机系统中从“硬度”到“柔软度”的级别的进展与计算中的抽象层的进展相似。
硬件通常由软件指示以执行命令或指令。硬件和软件的组合形成可用的计算机系统，尽管存在仅具有硬件组件的其他系统。

## 历史
比古代算盘更复杂的早期计算设备可追溯到 17 世纪。法国数学家布莱斯·帕斯卡设计了一种可以加减法的齿轮装置，销售了大约 50 个模型。阶梯式计算器是由戈特弗里德·莱布尼茨 于 1676 年发明的。由于当代制造和设计缺陷的限制，莱布尼茨的计算器功能不强，但类似的设备（莱布尼茨轮）一直使用到 1970 年代。在 19 世纪，英国人查尔斯·巴贝奇发明了差分機，这是一种用于天文目的计算多项式的机械装置。巴贝奇还设计了一台从未建造过的通用计算机。大部分设计被整合到最早的计算机中：用于输入和输出的穿孔卡、内存、类似于中央处理单元的算术单元，甚至是类似于汇编语言的原始编程语言。

## 組件

### 主機板

一般桌上型電腦的組件：①显示器、②主板、③中央处理器、④随机存取存储器、⑤擴充卡、⑥電源供應器、⑦光盘驱动器、⑧硬盘與固态硬盘、⑨鍵盤、⑩鼠标

主機板是硬體的主要部分。它是一块大的方形板，上面有複雜的集成電路連接到電腦的其他部分，包含中央处理器、随机存取存储器、硬盘、I/O连接口（例如电脑机箱上的USB接口和光盘读取器），以及其他藉由插孔或是埠而連接的裝置。在电脑主机（非移动型），主板上的硬件是可以被更新的，只需根据操作取下即可。而大部分的笔记本型电脑的主板的元件是直接焊接在主板电路上的，意味着不可更替；直接連接到主機板的裝置如下：
- 中央处理器，又称CPU（Central Processing Unit），處理電腦內大部分的計算，其被認為是電腦的大腦。它藉散熱器（例如風扇）來降溫。中央處理器一般包含圖形處理器。其中也有不带图形处理器的中央处理器（例如Intel的尾缀带F的中央处理器），其以更低的价格被电脑装机用户青睐，但是要单独通过PCI-E接口插入单独的图形显示卡，否则将无法使用计算机。
- 芯片组，作為中央處理器跟系統內其他元件兩者間的聯絡工具。现在多为单独的一颗“南桥“芯片。随着时间的推移，当今的芯片多采用SoC模式，即随机存取存储器（RAM）、显示卡（GPU）、中央处理器（CPU）和芯片组为一体的模式。例如Apple的M系列电脑芯片和大部分手机芯片。
- 随机存取存储器儲存正在執行的作業系統（指的是作業系統的核心）以及所有正在執行的程式（應用程式的部分，使用中央處理器或I/O通道，或是在等待中央處理器或I/O通道）。
- BIOS韌體。它的英文全名是Basic Input/Output System，中文名为基本输入输出系统。比較新的主機板使用統一可延伸韌體介面來取代BIOS。BIOS也被视为用户在进入计算机软件系统前的主板系统，用来调度硬件。
- 內部总线用來連接中央處理器和電腦內部其他元件或是顯示卡，音效卡。

### 擴充卡
如音效卡、网卡、显示卡等裝置。這些裝置可能通過PCI Express（早年還有PCI、AGP等介面）等总线連接到系統上，也可能是整合到主機板上的裝置（圖形處理器可能被整合到中央处理器或芯片组上）。
电脑硬件设备不断发展的同时，扩充卡目前比较常用的是显示卡。网卡已多数集成至主板，或可通过主板I/O接口扩展。
较知名的显示卡公司有：英伟达（NVIDIA）、超威半导体（AMD）。其中，显示卡因其强大的算力还用于AI模型训练、区块链等。